# Bericht aus Berlin

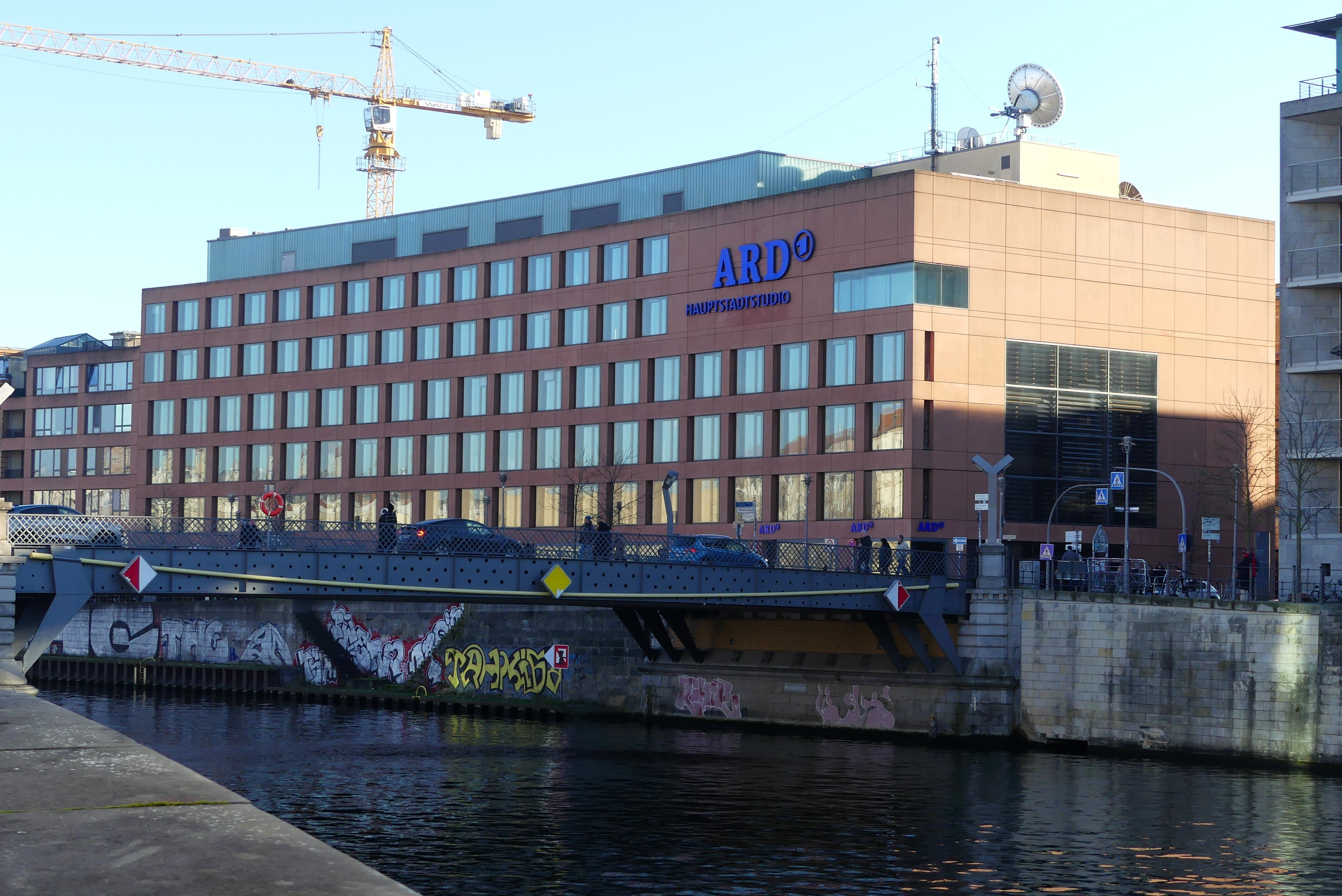
ARD-Hauptstadtstudio, aus dem der Bericht aus Berlin produziert wird

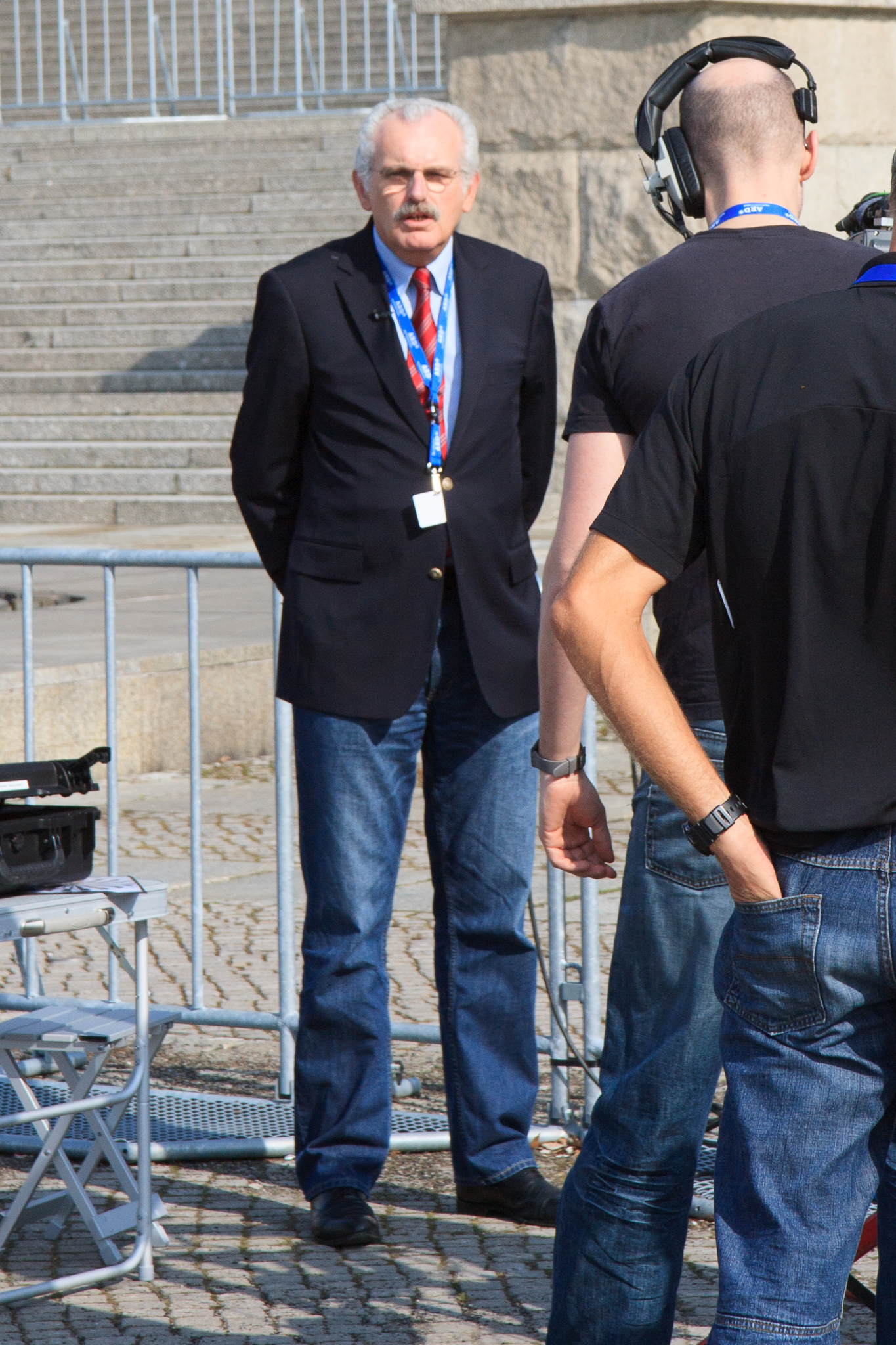
Ulrich Deppendorf, der ehemalige Moderator der Sendung, während einer Fernsehaufnahme vor dem Reichstagsgebäude in Berlin, 2012

Der Bericht aus Berlin ist ein Fernsehmagazin zum aktuellen politischen Geschehen, das vom ARD-Hauptstadtstudio in Berlin produziert wird. Er ist die Nachfolgesendung des Berichts aus Bonn, der erstmals am 5. April 1963 im  Deutschen Fernsehen ausgestrahlt wurde. Der Bericht aus Berlin wurde am 16. April 1999 erstmals ausgestrahlt. Zwischen dem 3. September 2004 und dem 4. März 2005 wurde der Bericht aus Berlin im Rahmen der Tagesthemen gesendet.
Seit dem 13. März 2005 wird der Bericht aus Berlin wieder unabhängig von den Tagesthemen sonntags im Vorabendprogramm des Ersten und auf tagesschau24 ausgestrahlt. Im Frühjahr 2022 wurde der Beginn der Sendung von 18:05 Uhr auf 18:00 Uhr vorverlegt. Dadurch verlängerte sich die Sendezeit, sie beträgt seither 30 Minuten. Früher zeigte auch DW-TV den Bericht aus Berlin. 
Während der parlamentarischen Sommerpause werden die „Sommerinterviews“ gesendet, in denen die Vorsitzenden aller im Bundestag vertretenen Parteien befragt werden.
Verantwortliche Landesrundfunkanstalt ist der Rundfunk Berlin-Brandenburg.

## Moderation

### Aktiv
- Matthias Deiß (seit 2021)
- Oliver Köhr (2019–2021, seit 2022/Vertretung)
- Markus Preiß (seit 2024)
- Anna Engelke (seit 2024)

### Ehemals
- Ulrich Deppendorf (1999–2002, 2007–2015)
- Thomas Roth (2002–2007)
- Joachim Wagner (2006–2008)
- Rainald Becker (2009–2016)
- Sabine Rau (2014–2015)
- Tina Hassel (2015–2024)
- Thomas Baumann (2002–2006, 2016–2018)
- Martin Schmidt (2022–2023/Vertretung)

## Kontroversen
In der Sendung vom 13. November 2022 zeigte das Magazin anlässlich einer Debatte im Bundestag zur Zukunft des von der Ampel-Koalition beschlossenen, jedoch im Bundesrat nach dem Widerstand der CDU gescheiterten Bürgergelds Bildmaterial, auf dem der CDU-Vorsitzende Friedrich Merz feixend zu sehen war. Dieses war jedoch zu einem anderen Zeitpunkt aufgenommen und zeigte nicht dessen tatsächliche Reaktion zum Gesagten. Unionspolitiker und mehrere Medien warfen Bericht aus Berlin daraufhin Parteilichkeit in der Berichterstattung vor, so bezeichnete der Journalist Ralf-Dieter Brunowsky im Branchendienst Meedia die Berichterstattung als „inakzeptabel“. Es sei kein Wunder, dass das Misstrauen gegenüber dem öffentlich-rechtlichen Rundfunk wachse. Ebenso äußerte sich Michael Hanfeld in der FAZ: „Das intendierte Framing sticht ins Auge.“ In der ARD-Mediathek wurde der Beitrag durch eine korrigierte Fassung ausgetauscht; in einer Erklärung auf Twitter bezeichnete die Redaktion den Zusammenschnitt als „falsches Bild“ und entschuldigte sich.